# 276

## Починали
- Флориан, римски император
- април – Марк Клавдий Тацит, римски император